# Hydaticus bengalensis
Hydaticus bengalensis är en skalbaggsart som beskrevs av Régimbart 1899. Hydaticus bengalensis ingår i släktet Hydaticus och familjen dykare. Inga underarter finns listade i Catalogue of Life.